# Natalia Rusnachenko
Natalia Rusnachenko ou Natalja Rusnatchenko, voire parfois Natascha Rusnachenko,, (russe : Ната́лья Ива́новна Русначе́нко, translittération : Natalia Ivanovna Rousnatchenko), née le 13 mai 1969 à Tiraspol en Moldavie, est une ancienne handballeuse soviétique naturalisée autrichienne. Elle évoluait au poste de gardienne de but.

## Biographie
Elle a deux fils, Alexej Miskovez, né en 1995 et hockeyeur, et Michael Miskovez (de), né en 1997 et handballeur international autrichien

## Palmarès

### Club
compétitions internationales
- Coupe des clubs champions/Ligue des champions
  - Vainqueur (8) : 1986, 1987[réf. à confirmer][2],[8], 1988[9] ; 1992[réf. à confirmer][10],[11], 1993[12], 1994, 1995, 2000
  - Finaliste en 1989

compétitions nationales
- Vainqueur du Championnat d'Union soviétique (3) : 1986, 1987, 1988
- Vainqueur du Championnat d'Autriche (8) : 1992, 1993, 1994, 1995, 2000, 2001, 2007, 2008
- Vainqueur de la Coupe d'Autriche (8) : 1992, 1993, 1994, 1995, 2000, 2001, 2007, 2008

### Sélection nationale
Les résultats avec l'Union soviétique  sont :
Jeux olympiques
- Médaille de bronze aux Jeux olympiques 1988 de Séoul

Championnat du monde junior
- Médaille d'or au Championnat du monde junior 1987
- Médaille d'or au Championnat du monde junior 1989

Les résultats avec l'Autriche  sont :
Jeux olympiques
- 5e place aux Jeux olympiques 1992 de Barcelone
- 5e place aux Jeux olympiques 2000 de Sydney

Championnat du monde
- Médaille de bronze au Championnat du monde 1999
- 7e place au Championnat du monde 2001
- 11e place au Championnat du monde 2003
- 13e place au Championnat du monde 2005

Championnat d'Europe
- 4e place au Championnat d'Europe 1998
- 7e place au Championnat d'Europe 2000
- 9e place au Championnat d'Europe 2004